# Malawis fodboldlandshold
Malawis fodboldlandshold repræsenterer Malawi i fodboldturneringer og kontrolleres af Malawis fodboldforbund.